# Anchusa
Anchusa L.è un genere di piante della famiglia delle Boraginacee.

## Descrizione
Alla famiglia appartengono piante annuali, biennali o perenni, ricoperte di peli patenti o appressati; talora ispide per la presenza di setole flessuose o a volte rigide, patenti o incurvate, spesso con tubercoli basali.
 
I fusti eretti o ascendenti sono spesso ramosi in alto e talora legnosi alla base.
 
Le foglie vanno da lineari lanceolate a lineari spatolate con bordo generalmente ondulato che può, a volte, essere crenato e talora sinuoso. Quelle basali, più grandi e picciolate, talvolta scompaiono prima della fioritura; le cauline, di minori dimensioni, generalmente sono sessili se non amplessicauli.
 
I fiori sono generalmente disposti in cime, ascellari e terminali, scorpioidi o lineari, allungate, più o meno dense, generalmente bratteate completamente con brattee ovali, triangolari o lesiniformi; a volte possono formare un corimbo terminale.
Il calice è diviso da 1/3 fin quasi alla base. La corolla può essere di colore purpora, blu, gialla o bianca, con tubo cilindrico, diritto o curvo, ha il lembo che va da rotato a campanulato diviso in lobi uguali o disuguali, porta 5 scaglie ovate o oblunghe, papillose o pelose, nella fauce. 
Gli stami inclusi o leggermente eserti, hanno l'inserzione sul tubo variabile. 
Lo stilo incluso, generalmente più lungo del calice, ha uno stimma capitato.

Le nucule da ovali a reniformi o emisferiche, erette o oblique, reticolate o rugose, sono di solito più o meno tubercolate e con uno spesso cercine alla base.

## Distribuzione e habitat
Le specie di questo genere sono diffuse in Europa, Africa e Asia.

In Italia il genere è presente in tutte le regioni, con una o più specie, a seconda delle zone.

## Tassonomia
Il genere comprende le seguenti specie:
- Anchusa aegyptiaca (L.) DC.
- Anchusa affinis R.Br. ex DC.
- Anchusa arvensis (L.) Bieb.
- Anchusa atlantica Ball
- Anchusa azurea Mill.
- Anchusa calcarea Boiss.
- Anchusa capensis Thunb.
- Anchusa cespitosa Lam.
- Anchusa cretica Miller
- Anchusa crispa Viv.
- Anchusa × digenea Gusul.
- Anchusa dinsmorei Rech.f.
- Anchusa formosa Selvi, Bigazzi & Bacch.
- Anchusa gmelinii Ledeb.
- Anchusa hybrida Ten.
- Anchusa iranica Rech.f. & Esfand.
- Anchusa konyaensis Yild.
- Anchusa leptophylla Roem. & Schult.
- Anchusa leucantha Selvi & Bigazzi
- Anchusa milleri Lam. ex Spreng.
- Anchusa montelinasana Angius, Pontec. & Selvi
- Anchusa ochroleuca M.Bieb.
- Anchusa officinalis L.
- Anchusa ovata Lehm.
- Anchusa procera Besser ex Link
- Anchusa pseudoochroleuca Des.-Shost.
- Anchusa puechii Valdés
- Anchusa pusilla Gusul.
- Anchusa riparia A.DC.
- Anchusa samothracica Bigazzi & Selvi
- Anchusa strigosa Banks & Sol.
- Anchusa stylosa M.Bieb.
- Anchusa thessala Boiss. & Spruner
- Anchusa × thirkeana Gusul.
- Anchusa tiberiadis Post
- Anchusa undulata L.
- Anchusa variegata (L.) Lehm.